# Eduard Vogel von Falckenstein

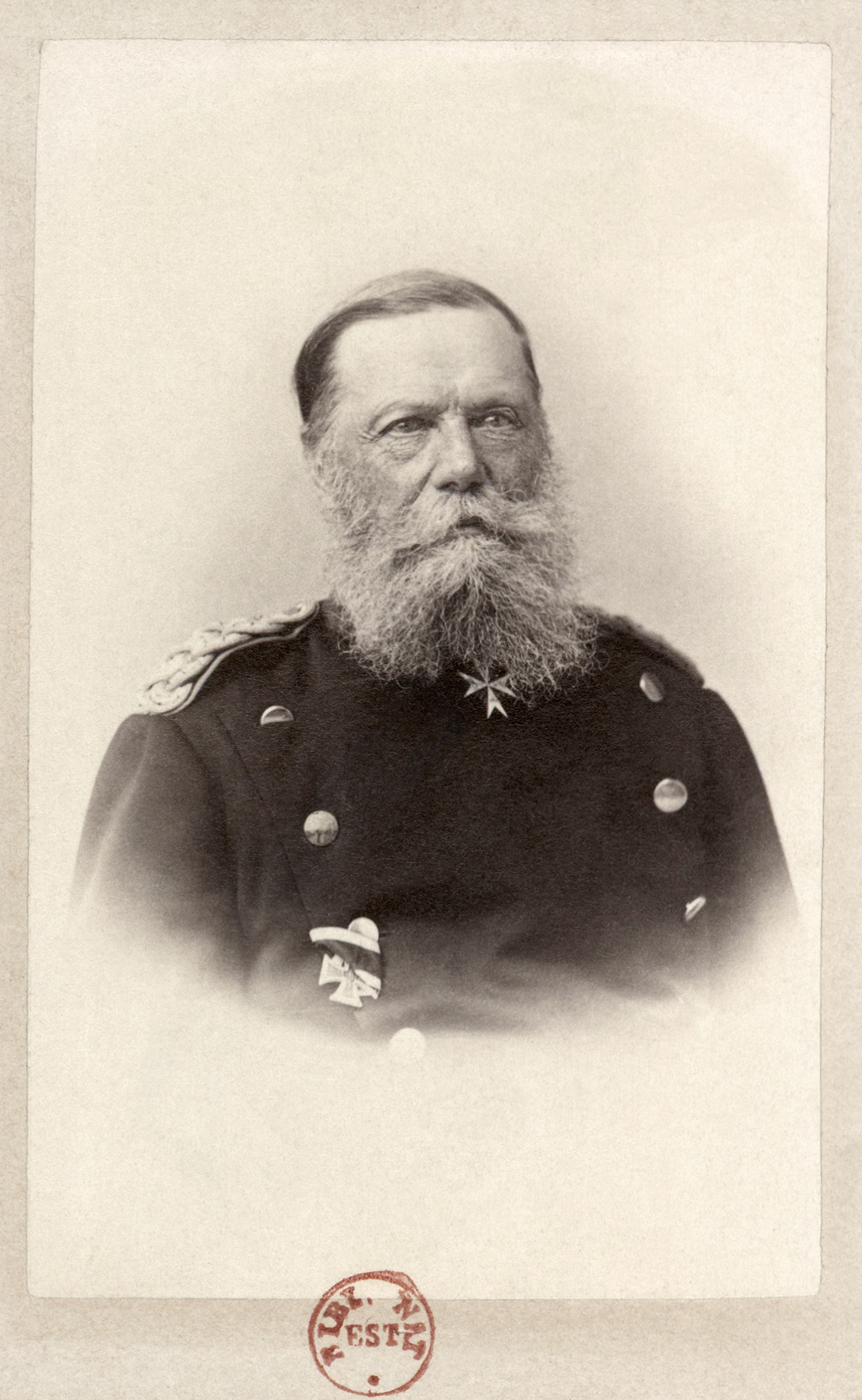
Eduard Vogel von Falckenstein

Eduard Ernst Friedrich Hannibal Vogel von Fal(c)kenstein (* 5. Januar 1797 in Breslau; † 6. April 1885 auf Schloss Dolzig, Dolzig, Kreis Sorau) war ein preußischer General der Infanterie.

## Leben

### Herkunft
Eduard war der Sohn von Hannibal Vogel von Falckenstein (* 25. März 1750 in Münsterberg; † 25. September 1808 in Cosel), preußischer Major und Kommandeur eines National-Bataillons in Schlesien sowie Ritter des Ordens Pour le Mérite, und dessen Ehefrau Charlotte Helene, geborene Graetz (* 1769 in Breslau; † 5. November 1835 ebenda).

### Militärkarriere
Vogel von Falckenstein besuchte das Gymnasium seiner Heimatstadt und trat am 14. März 1813 als freiwilliger Jäger in das 1. Westpreußische Grenadierbataillon der Preußischen Armee ein. In den Befreiungskriegen gegen Napoleon nahm er 1813/14 an den Kämpfen bei Großgörschen, Bautzen, Laon und an der Katzbach sowie bei Montmirail und Château-Thierry teil. Für seine Leistungen bei Bischofswerda erhielt er das Eiserne Kreuz II. Klasse sowie für Thionville den Russischen Orden des Heiligen Georg V. Klasse.
Nachdem er 1841 zum Major befördert worden war, wurde er 1848 bei der Märzrevolution in Berlin während eines Straßenkampfes verwundet. Anschließend kämpfte er in Holstein, wurde am 24. August 1848 Kommandeur des Garde-Schützen-Bataillons und im Mai 1850 zum Generalstabschef des III. Armee-Korps ernannt. 1851 wurde er zum Oberst befördert. 1855 wurde er mit seiner Beförderung zum Generalmajor Kommandeur der 2. Garde-Infanterie-Brigade. Von 1856 bis 1858 war er Direktor des Militärökonomie-Departments. Im Jahr 1858 wurde er Generalleutnant und übernahm erst die 5. Division, dann die 2. Garde-Division.
Vogel von Falckenstein war im Deutsch-Dänischen Krieg seit Dezember 1863 Chef des Generalstabs der verbündeten österreichisch-ungarischen und preußischen Truppen sowie Kommandierender General eines preußischen Armeekorps unter Generalfeldmarschall Friedrich von Wrangel. Am 22. April 1864 wurde Vogel von Falckenstein mit dem Orden Pour le Mérite ausgezeichnet und am 30. April zum Gouverneur von Jütland ernannt. Zwischen 21. November 1864 und 29. Oktober 1866 erhielt er das Generalkommando über das VII. Armee-Korps, 1865 wurde er zum General der Infanterie befördert.
Schon beim Ausbruch des Deutschen Krieges besetzte er Ende Juni 1866 Hannover und zwang die hannoversche Armee am 29. Juni bei Langensalza zur Kapitulation. Anfang Juli wurde er Oberbefehlshaber der preußischen Main-Armee. Er besiegte im Mainfeldzug in einer Reihe von Gefechten die süddeutschen Streitkräfte und zog am 16. Juli in Frankfurt am Main ein. Dort machte er sich wegen seines rüden Auftretens viele Feinde. Am 20. Juli wurde er wegen Differenzen mit dem Großen Hauptquartier als Generalgouverneur nach Böhmen versetzt und musste sein Kommando an General von Manteuffel abgeben. Für seine Verdienste in diesem Krieg erhielt er eine beträchtliche Dotation.
Nach dem Krieg wurde er am 30. Oktober 1866 Kommandierender General des I. Armee-Korps. 1867 wurde er vom Reichstagswahlkreis Regierungsbezirk Königsberg 3 (Königsberg-Stadt) als Abgeordneter in den Reichstag des Norddeutschen Bundes gewählt und gehörte in dieser Eigenschaft seit 1868 auch dem Zollparlament an. Am 3. August 1868 gab Vogel von Falckenstein sein letztes Kommando ab und wurde zu den Offizieren der Armee versetzt.
Im Deutsch-Französischen Krieg von 1870/71 war Vogel von Falckenstein Generalgouverneur der deutschen Küstenlande und residierte in Hannover. In dieser Eigenschaft organisierte er die Küstenverteidigung und schuf eine freiwillige Seewehr. 1873 ging er in den Ruhestand. Im Jahre 1889 erhielt das Infanterie-Regiment Nr. 56 in Wesel seinen Namen.

### Familie
Vogel von Falckenstein heiratete am 9. April 1829 in Treuenbrietzen Luise Wilhelmine Julie Gärtner (* 21. Januar 1813 in Berlin; † 24. August 1892 auf Schloss Dolzig). Aus der Ehe gingen folgende Kinder hervor:
- Marie (* 10. Januar 1830 in Berlin) ⚭ Theodor Friedrich Bernhard Trützschler von Falkenstein, preußischer Oberstleutnant
- Emma Luise Amalie (* 25. Juli 1831 in Berlin; † 28. März 1832)
- Kuno Eduard August Hannibal (* 21. Februar 1833 in Berlin; † 2. März 1833)
- Kunibert Eduard August Hannibal (* 20. November 1834 in Berlin; † 21. Juni 1835)
- Eduard August Hannibal Eugen Melchior Eckbert (* 7. Januar 1837 in Berlin; † 1. Oktober 1904 in Straßburg), zuletzt in österreichischen Diensten ⚭ 1867 Paula von Puttkamer (* 5. März 1846)
- Maximilian Eduard August Hannibal Sigismund Kunz (1839–1917), preußischer General der Infanterie, Chef des Ingenieur- und Pionierkorps ⚭ Maria von Stolzenberg (* 15. September 1842)
- Luise Henriette Helene Gertrud (* 2. Mai 1843 in Berlin) ⚭ 1861 Max Georg Friedrich Ernst Wilhelm von Simon († 5. August 1888), Major a. D.

## Namensgeber
Falckenstein ist Namensgeber des nach 1871 errichteten und aufgrund des Versailler Vertrags nach 1919 geschleiften Forts Falckenstein. Dieses Fort wurde zum Schutz der Festung Friedrichsort errichtet. Diese Festung war an der schmalsten Stelle der Kieler Förde errichtet worden und sicherte die Stadt Kiel vor seeseitigen Angriffen. Der Name des Forts übertrug sich mit der Zeit auf den dortigen Strandabschnitt, 1930 erfolgte die Umbenennung der dortigen „Falckensteiner Chaussee“ in „Falckensteiner Strand“. Die heute noch vorhandene Falckensteiner Straße führte ursprünglich von der Anlegestelle Friedrichsort in nördlicher Richtung bis an die vorgenannte Chaussee zum Fort Falckenstein, wonach sie vermutlich um 1900 benannt wurde. Der Falckensteiner Strand ist der größte Strand Kiels.